# Bodiosa
Bodiosa ist eine Gemeinde (Freguesia) im portugiesischen Kreis Viseu. In ihr leben 2840 Einwohner (Stand 19. April 2021).

## Literatur

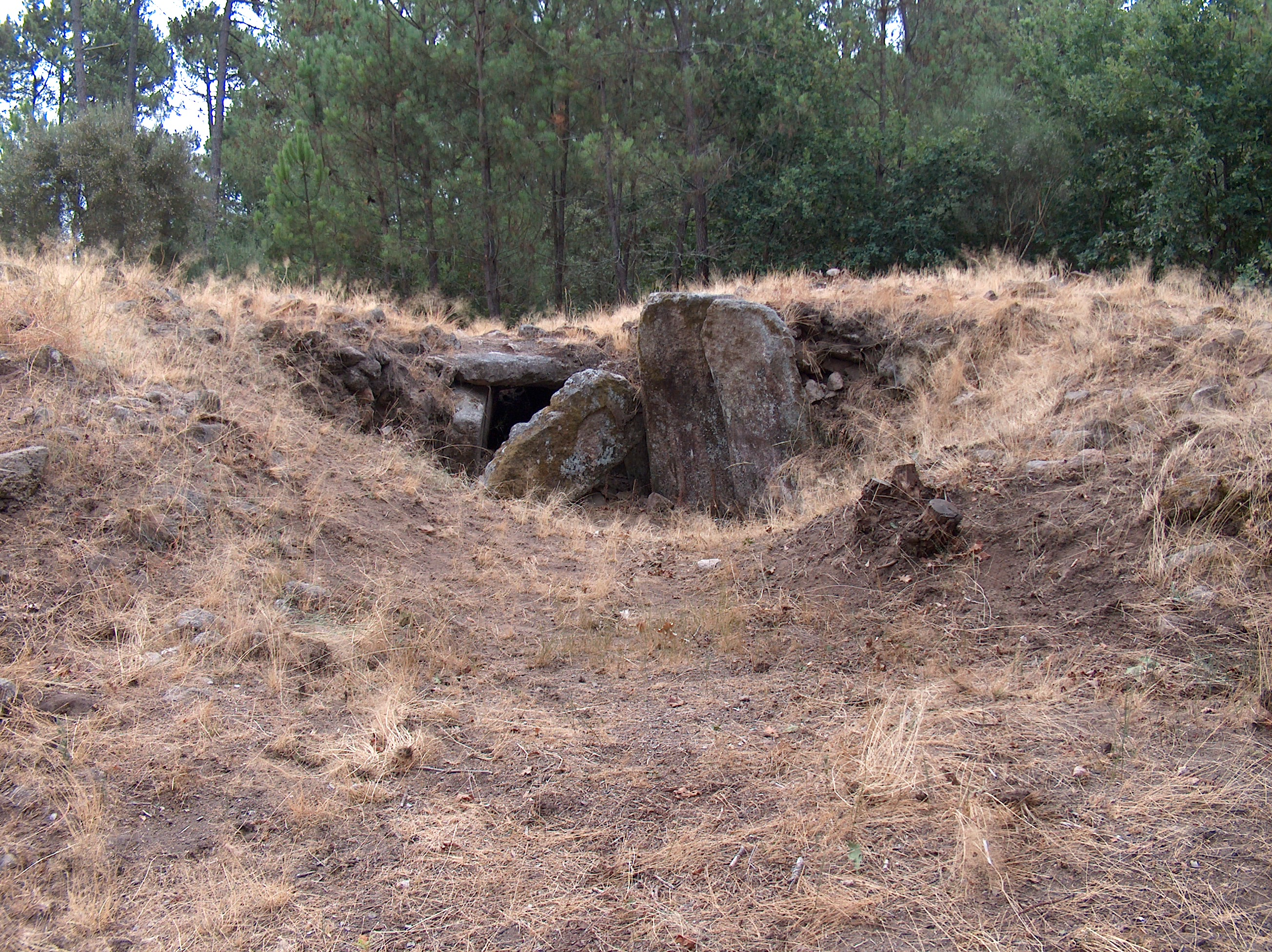
Anta 1 da Lameira do Fojo bei Bodiosa